# Carteriospongia
Genre
Synonymes
- Hircinia (Polyfibrospongia) Bowerbank, 1877
- Polyfibrospongia Bowerbank, 1877

Carteriospongia est un genre  d'éponges de la famille des Thorectidae et de l'ordre des Dictyoceratida. L'espèce type du genre est Carteriospongia foliascens (Pallas, 1766), d'abord décrite sous le nom Spongia foliascens.

## Espèces
- Carteriospongia clathrata (Carter, 1881)
- Carteriospongia contorta Bergquist, Ayling & Wilkinson, 1988
- Carteriospongia cordifolia Keller, 1889
- Carteriospongia delicata Pulitzer-Finali, 1982
- Carteriospongia endivia (Lamarck, 1814)
- Carteriospongia fissurella (de Laubenfels, 1948)
- Carteriospongia foliascens (Pallas, 1766)
- Carteriospongia mystica Hyatt, 1877
- Carteriospongia pennatula (Lamarck, 1813)
- Carteriospongia perforata Hyatt, 1877
- Carteriospongia silicata (Lendenfeld, 1889)
- Carteriospongia sweeti (Kirkpatrick, 1900)
- Carteriospongia vermicularis (Lendenfeld, 1889)